# Friedrich Reitlinger
Friedrich „Fritz“ Reitlinger (* 23. Juni 1877 in Wien, Österreich-Ungarn; † 14. März 1938  in Jenbach, Tirol) war ein österreichischer Industrieller und Wirtschaftsfunktionär.

## Leben
Friedrich Reitlinger wurde als Sohn des jüdischen Kaufmannes Julius Reitlinger (1843–1916) in Wien geboren. Sein ursprünglich aus Ichenhausen/Bayern stammender Vater war wenige Jahre zuvor mit seinem Bruder Theodor (1845–1917) aus Paris nach Wien gezogen. 1874 hatte Julius Reitlinger in Wien die Unternehmerstochter Clothilde von Frankfurter (* 1857) geheiratet. Friedrich hatte noch einen jüngeren Bruder, Rudolf Reitlinger (* 1880), sowie zwei Schwestern, Valerie (* 1878) und Eugenie (* 1884). Der britische Historiker, Archäologe und Autor Gerald Reitlinger war sein Cousin.
Friedrich Reitlinger besuchte die Oberrealschule in Brünn und legte 1900 die Staatsprüfung für Bergwesen an der montanistischen Hochschule in Příbram ab.
Am 20. Januar 1906 ehelichte er nach jüdischem Ritus in Wien die als vermögend geltende Witwe nach Ludwig Wesel, Jolantha Jakobovits (1877–1933). Am 28. Juni 1906 wurde ihre gemeinsame Tochter Johanna Edith geboren. Am 8. Juni 1917 wurde ihr gemeinsamer Sohn Friedrich Franz Reitlinger, genannt „Freddy“, (1917–1988) geboren. Bald danach dürfte die Ehe auseinandergegangen sein.
Obwohl Friedrich Reitlinger 1917 zum Katholizismus konvertierte, sah er sich aufgrund seiner jüdischen Herkunft immer wieder antisemitischen Anfeindungen ausgesetzt. Diese nahmen insbesondere nach 1933 zu, als in Deutschland die Nationalsozialisten an die Macht kamen.
1935 wurde er zum Kronzeugen im so genannten „Rintelen-Prozess“, bei dem der ehemalige Minister Anton Rintelen als ein Drahtzieher des Juliputsches von 1934 angeklagt war.
Kurz vor dem „Anschluss“ im März 1938 wurde Friedrich Reitlinger zusammen mit seiner Tochter in seinem Haus in Jenbach von Nationalsozialisten festgehalten. Da er schwer krank und nicht transportfähig war, bat Friedrich Reitlinger anscheinend seine Tochter, ihn zu erschießen. Laut dem Polizeiprotokoll richtete sich diese anschließend selbst. Bis heute wollen aber Gerüchte im Ort nicht verstummen, dass Friedrich Reitlinger und seine Tochter in Wahrheit von den Nationalsozialisten ermordet worden seien.
Sein Sohn Freddy überlebte dieses Drama, da er sich zum Zeitpunkt der Tat in Frankreich befand. Nach dem Ende des Zweiten Weltkrieges versuchte dieser als einzig überlebender Sohn vergebens, das Werk wieder in seinen Besitz zu erhalten.

## Wirtschaftliche Aktivitäten
Ab 1900 war Friedrich Reitlinger als Betriebsleiter der Jenbacher Berg- und Hüttenwerke tätig. Dieses Werk hatten 1881 sein Vater Julius und sein Onkel Theodor von der „Salzburgisch-Tiroler-Montangesellschaft“ um 75.000 Gulden ersteigert. 1907 schied Theodor Reitlinger aus dem Unternehmen aus und Julius Reitlinger fungierte fortan als Alleineigentümer. 1914 übernahm Friedrich Reitlinger den Betrieb, der 1917, nach dem Tod seines Vaters, endgültig in seinen Besitz überging. Nach dem Tod von Friedrich Reitlinger wurde sein Besitz mitsamt dem Werk in Jenbach zunächst zugunsten des „Landes Tirol“ beschlagnahmt und dann an Ernst Heinkel arisiert. Dieser modernisierte das Werk ab 1939 und baute es zu einem Betrieb um, der Flugzeugteile produzierte. Nach Ende des Zweiten Weltkrieges versuchte der Sohn von Friedrich Reitlinger vergebens, den Betrieb wieder zurückzubekommen. Reitlinger junior erhielt wohl den Privatbesitz restituiert, nicht aber die Firma. Diese Firma wurde später als Jenbacher Werke bekannt und hat sich zu einem der führenden Hersteller von Gasmotoren und Blockheizkraftwerken entwickelt. Seit 2018 ist die Firma unter dem Namen „innio Jenbacher“ im Besitz der Advent Investorengruppe.

## Wirtschaftspolitisches Wirken
Friedrich Reitlinger fungierte u. a. von 1917 bis 1935 als Präsident der Tiroler Industriellenvereinigung, von 1920 bis 1935 als Vizepräsident der Tiroler Wirtschaftskammer; von 1924 bis 1936 war er Mitglied der Sektion Bergbau der Ingenieurkammer für Tirol und Vorarlberg. Von 1927 bis 1934 fungierte er als Vizepräsident bzw. Mitglied des Verwaltungsrates der Hauptbank für Tirol und Vorarlberg. Im Dezember 1927 gründete Friedrich Reitlinger in Innsbruck den ersten Rotary-Club außerhalb Wiens, der bald zum gesellschaftlichen Zentrum Tirols wurde.
In der Zwischenkriegszeit war Friedrich Reitlinger eine höchst angesehene Persönlichkeit des wirtschaftlichen, gesellschaftlichen und öffentlichen Lebens in Tirol und Österreich, der in seinem Heimatort Jenbach an zahlreichen Investitionen beteiligt war (u. a. am Bau des Achenseekraftwerkes sowie dem Neubau der Volksschule Jenbach).

## Nachwirkung
Im Jahr 2024 wurde zu Ehren von Friedrich und Johanna Reitlinger eine Stele am Reitlingerpark in Jenbach enthüllt. Es handelt sich um einen Beitrag zur Erinnerungskultur im Gedenken an die vermutliche Ermordung von Friedrich und Johanna Reitlinger durch die Nationalsozialisten.